# Протоколна йерархия в България
Протоколната йерархия в България предвижда подредбата на официалните длъжностни лица по време на церемонии да бъде следния ред:
1. Президент на България
2. Председател на Народното събрание
3. Министър-председател
4. Вицепрезидент
5. Глава на Българската православна църква
6. кмет на общината, в която се провежда церемонията
7. ръководители на чуждестранните представителства по реда на тяхното акредитиране
8. председател, и съдиите от Конституционния съд
9. заместник-председатели на Народното събрание
10. председатели на парламентарни групи в Народното събрание
11. министри на правителството
12. председатели на постоянни комисии в Народното събрание:
  - Комисия по икономическата политика и туризъм
  - Комисия по енергетика
  - Комисия по бюджет и финанси
  - Комисия по правни въпроси
  - Комисия по регионална политика и местно самоуправление
  - Комисия по инвестиционно проектиране
  - Комисия по външна политика
  - Комисия по отбрана
  - Комисия по вътрешна сигурност и обществен ред
  - Комисия по земеделието и храните
  - Комисия по труда и социалната политика
  - Комисия по въпросите на децата, младежта и спорта
  - Комисия по здравеопазването
  - Комисия по околната среда и водите
  - Комисия по транспорт, информационни технологии и съобщения
  - Комисия по културата и медиите
  - Комисия по взаимодействие с граждански организации и движения
  - Комисия за борба с корупцията и конфликт на интереси и парламентарна етика
  - Комисия за контрол над службите за сигурност, използването и прилагането на специалните разузнавателни средства и достъпа до данните по Закона за електронните съобщения
  - Комисия по европейските въпроси и контрол на европейските фондове
13. Народни представители
14. Председател на Върховния касационен съд
15. Председател на Върховния административен съд
16. Главен прокурор на България
17. Бивши президенти
18. Бивши председатели на Народното събрание
19. Бивши министър-председатели
20. Бивши председатели на Конституционния съд
21. началник на отбраната
22. Управител на Българската народна банка
23. Председател на Сметната палата
24. Областен управител на областта, в която се провежда церемонията
25. Официални длъжностни лица от администрацията на Президента на републиката, Народното събрание и Министерския съвет
26. Председател на общинския съвет на общината, в която се провежда церемонията
27. Заместник-министри
28. Ръководители на държавни агенции и други органи на изпълнителната власт
29. Директори на Националната разузнавателна служба, Държавна агенция „Национална сигурност“, Националната служба за охрана и командващите и командирите на главните щабове на видовете въоръжени сили:
  - командващ на Съвместното командване на силите
  - командир на Сухопътните войски
  - командир на Военновъздушните сили
  - командир на Военноморските сили